# Antena de Oro 2024
La llista de guardonats de la LI edició dels premis Antena de Oro 2024 va ser anunciada el 14 d'octubre de 2024. L'entrega dels premis tindrà lloc el 16 de novembre al Gran Casino d'Aranjuez i serà presentada per la presentadora de TVE Ana Belén Roy. A continuació la llista de guardonats:

## Televisió
- Anne Igartiburu, D Corazón, de La 1.
- Sonsoles Ónega, Y ahora Sonsoles, d’Antena 3.
- Código 10, Cuatro.
- Carlos Franganillo, Informativos Telecinco, de Telecinco.
- Glòria Serra, Equipo de investigación de La Sexta.
- Solidarios por un bien común, Trece

## Ràdio
- Susana Santaolla, Radio Nacional de España.
- Toni Peret, Kiss FM
- Jorge Hevia, Gemma Santos, Andrea Peláez, Heri Frade i Germán Mansilla, de Cadena COPE.
- José Luis Sastre, Hoy por hoy, de la Cadena SER.
- Edu García, Radioestadio, de Onda Cero.
- Isabel González, Es la mañana de Federico, d’EsRadio

## Podcast
- Poco se habla, de Xuso Jones i Ana Brito.[3]

## Extraordinari
- Rafa Nadal